# Ofidiofobie

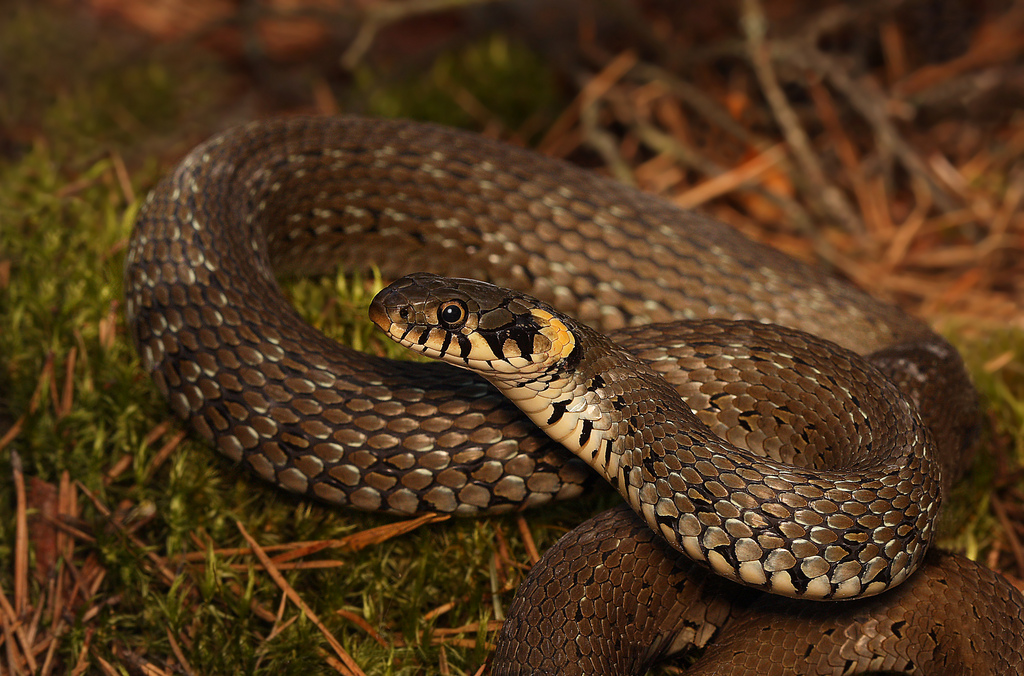
I když užovka není jedovatá, ofidiofobikům nahání hrůzu

Ofidiofobie je abnormální strach (neboli fobie) z hadů. Řadí se mezi zoofobie, jež jsou způsobeny zvířaty. U lidí postižených ofidiofobií vyvolává pohled na hady pocit úzkosti a strachu a nezáleží na tom, zda je v teráriu, televizi, na fotografii či při setkání ve volné přírodě.

## Projevy
- panika
- potíže s dýcháním
- strach, odpor
- cítí se malátný a ochromený
- bušení srdce
- sucho v ústech
- návaly horka a chladu
- pocení
- třes

Často dotyčný ztuhne – nedokáže se pohnout či promluvit.